# George P. Coleman Memorial Bridge
Die George P. Coleman Memorial Bridge (örtlich nur Coleman Bridge genannt) ist eine Doppel-Drehbrücke, die den York River zwischen Yorktown und Gloucester Point im US-Bundesstaat Virginia überquert. Sie verbindet die Peninsula- und die Middle Peninsula-Regionen von Tidewater, Virginia.
Die Brücke ist die einzige öffentliche Brücke über den York River, da die State Route 33 dessen beide Zuflüsse (den Mattaponi River und den Pamunkey River) kurz vor ihrem Zusammenfluss bei West Point überquert.
Sie wurde 1952 erbaut und 1995 ausgebaut und verbreitert. Beim Ausbau wurde ein alternatives Verfahren angewandt, bei dem die Bauzeit erheblich reduziert werde konnte, um die Zeit für die Vollsperrung dieser wichtigen Hauptverkehrsader gegenüber konventionellen Bauverfahren erheblich zu verringern.
Auf der aktuellen 1140 m langen Doppel-Drehbrücke verläuft die vierstreifig ausgebaute Fernverkehrsstraße U.S.Route 17.
Der bewegliche Bereich wird benötigt, um Schiffen den Zugang zu mehreren Einrichtungen des US-Militärs zu ermöglichen, die sich flussaufwärts befinden, vor allem die U.S.Navy Naval Weapons Station Yorktown.
Die Fahrbahnen befinden sich an ihrem höchsten Punkt etwa 27 m über dem Fluss.
Die Brücke ist die größte Drehbrücke in den USA und die zweitgrößte auf der Welt.
Die Brücke wurde nach George P. Coleman benannt, der von 1913 bis 1922 Chef des  Virginia Department of Highways and Transportation, dem Vorläufer des Virginia Department of Transportation (VDOT), war.
Die Brücke war Teil eines Programmes, bei dem versucht wurde, Nistplätze für Wanderfalken in Virginia zu schaffen bzw. die Wanderfalken dazu zu ermuntern, selbst Nistplätze anzulegen.
Die George P. Coleman Memorial Bridge ist mautpflichtig. Die Maut wird nur nordwärts erhoben und dient der Bezahlung der Brückenerweiterung auf vier Fahrstreifen. Die Mautgebühren sind wie folgt:
- Pendler (E-ZPass erforderlich) 85¢
- Motorräder 85¢
- zweiachsige Fahrzeuge $2
- dreiachsige Fahrzeuge $3
- Fahrzeuge mit vier oder mehr Achsen $4

Fahrräder dürfen die Brücke benutzen und sind von der Maut befreit. Radfahrer müssen den Radfahrstreifen benutzen, der rechts vom äußeren rechten Fahrstreifen eingerichtet ist.